# Tribal Ink
Tribal Ink – szwedzki zespół muzyczny grający nu metal, rock alternatywny z domieszką rapu, powstały w 2002 roku.

## Historia
Tribal INK został założony w 2002 roku. Sławę dała im w 2007 r. piosenka „Refugee”, która na sieciach P2P została pomylona z utworem „Crawling” zespołu Linkin Park. Pierwszy album wydali w 2003 r. Później zespół był w stanie hibernacji, ponieważ jego członkowie zostali zaproszeni na różnego typu akcje, projekty i do uczestnictwa w innych zespołach. Niemniej jednak, niedawno rozpoczęli pracę z kilkoma nowymi materiałami i ponownie zaczną nagrywać jeśli materiał okaże się wystarczająco dobry. Końcem lata 2007 roku mieli ukazać pierwsze dema z nowej płyty. Od maja 2008 r. mają przerwę w nagrywaniu. Nie wiadomo jeszcze, kiedy Tribal Ink wyda swój nowy album. Inspiracją ich muzycznej kariery były zespoły: Linkin Park, Limp Bizkit, Papa Roach oraz P.O.D.

## Dyskografia

### Albumy Studyjne
- Surrounded by Freaks (2003)

### Single
- „To My Face”

### Teledyski
- „To My Face”
- „Don’t You Push Me”